# Miriam
Miriam (Mairam; Merem) este sora lui Moise, ea fiind cu 11 ani mai mare și decedând înaintea lui. Locul nașterii este specificat ca fiind Egipt, ea fiind fata unor țărani israeliți.